# ワールドゴルフランキング
オフィシャルワールドゴルフランキング（世界ゴルフランキング、英: Official World Golf Ranking）は、1985年から制度化されている、世界のゴルフランキングのことである。

## ポイント対象ツアー
PGAツアー国際連盟に加盟されている5つの主要ツアーは
- PGAツアー - アメリカと北米
- ヨーロピアンツアー - ヨーロッパ
- PGAツアー・オブ・オーストラレイジア - オーストラリア、ニュージーランド、フィジー
- 日本ゴルフツアー - 日本
- サンシャインツアー - 南アフリカ
- アジアンツアー（国際連盟非メンバー） - 日本以外のアジア

また下記のツアーもポイントの対象となる
- ウェブドットコムツアー, PGAツアーの公式下部大会
- チャレンジツアー, ヨーロピアンツアーの公式下部大会
- PGAツアー・カナダ（英語版）, 2009年まではカナディアンプロフェッショナルゴルフツアーの名称であった。
- ワンアジアツアー, 2009年に加盟
- 韓国プロゴルフツアー（英語版）, 2011年に加盟
- PGAツアー・ラティーノアメリカ（英語版）（NECシリーズ）, 2012年に加盟
- アジアンデベロップメントツアー（英語版）, アジアンツアーの公式下部大会[1]
- PGAツアー・チャイナ（英語版）, 2014年に加盟[2]
- アルプスツアー, 2015年7月に加盟[3]
- ノルディックゴルフリーグ, 2015年7月に加盟[3]
- PGAユーロプロツアー, 2015年7月に加盟[3]
- プロゴルフツアー, 2015年7月に加盟[3]
- MENAゴルフツアー, 2016年4月に加盟[4]

## 概説
最初に世界ランキング1位になった選手は、ベルンハルト・ランガー（当時西ドイツ）であった。最初は各地の賞金ランキングの“お飾り”のような位置づけで、ほとんど効力を持っていなかった。しかし、1999年からメジャー選手権や世界ゴルフ選手権などの出場資格を決定するに際して、「世界ゴルフランキング50位以内」が加えられるようになった。これ以後、ゴルフ世界ランキングは大きな位置づけを持つようになる。
ゴルフの世界ランキングは、過去「2年間」にトーナメントで獲得したポイントを、出場試合数（ただし、40試合以下の場合は「40」、56試合以上の場合は「56」）で割り算する平均点方式を取っている。メジャー大会のポイントはもちろん大きい（優勝で100pt）が、各トーナメントの大会規模だけでなく、地域ツアーによっても獲得できるポイントが大きく異なる。基本的にはアメリカPGAツアー → 欧州ツアー → 日本ツアーなどの順に、獲得ポイントが少なくなっていく。LIVゴルフ参戦組を排除しないゴルフ大会もあるため、その点数は厳密に反映させてランキング付けを行っている。
| ツアー                         | 平均ポイント | 旗艦大会                             | 最高ポイント |
| ------------------------------ | ------------ | ------------------------------------ | ------------ |
| PGAツアー                      | 24           | ザ・プレーヤーズ・チャンピオンシップ | 80           |
| ヨーロピアンツアー             | 24           | BMW PGA選手権                        | 64           |
| 日本ゴルフツアー機構           | 16           | 日本オープンゴルフ選手権競技         | 32           |
| オーストラレーシアPGAツアー    | 16 (6)       | オーストラリアン・オープン           | 32           |
| サンシャインツアー             | 14 (6/4)     | アルフレッド・ダンヒル選手権         | 32           |
| アジアンツアー                 | 14           | インドネシアン・マスターズ           | 20           |
| ウェブドットコムツアー         | 14           | ウェブドットコムツアー選手権         | 20           |
| チャレンジツアー               | 12           | チャレンジツアー・グランドファイナル | 16           |
| PGAツアー・カナダ              | 6            | n/a                                  | n/a          |
| ワンアジアツアー               | 6            | n/a                                  | n/a          |
| PGAツアー・ラティーノアメリカ  | 6            | n/a                                  | n/a          |
| 韓国プロゴルフツアー           | 6            | n/a                                  | n/a          |
| アジアンデベロップメントツアー | 6            | n/a                                  | n/a          |
| PGAツアー・チャイナ            | 6            | n/a                                  | n/a          |
| アルプスツアー                 | 4/6          | n/a                                  | n/a          |
| ノルディックゴルフリーグ       | 4/6          | n/a                                  | n/a          |
| PGAユーロプロツアー            | 4/6          | n/a                                  | n/a          |
| プロゴルフツアー               | 4/6          | n/a                                  | n/a          |

## ランキングの記録
かつて世界ランキング1位を保持した生涯最長記録は、グレッグ・ノーマン（オーストラリア）の「331週」であった。これをタイガー・ウッズ（アメリカ合衆国）が塗り替えた。(2024年現在で通算683週）。
連続世界1位保持の最長記録は、タイガー・ウッズの「281週」（2005年6月12日~2010年10月30日）である。タイガー・ウッズが初めて世界ランキング1位になったのは、1997年6月16日（当年の全米オープンの大会終了後）であった。ウッズとノーマンの両選手が抜きん出ているが、その下にスコッティ・シェフラー（アメリカ合衆国）の「151週」、ダスティン・ジョンソン（アメリカ合衆国）の「135週」、ローリー・マキロイ（北アイルランド）の「122週」と続く。
日本人選手では松山英樹(2017年)の2位が過去最高位であり、その他には中嶋常幸が4位(1987年)、尾崎将司が5位(1996年)、青木功が8位(1987年)と計4人がトップ10入りしている。

### 歴代世界ランキング1位
|     | 選手                   | 国・地域         | 到達日         | 合計 週数 |
| --- | ---------------------- | ---------------- | -------------- | --------- |
| 1.  | ベルンハルト・ランガー | 西ドイツ         | 1986年4月6日   | 3         |
| 2.  | セベ・バレステロス     | スペイン         | 1986年4月27日  | 61        |
| 3.  | グレッグ・ノーマン     | オーストラリア   | 1986年9月14日  | 331       |
| 4.  | ニック・ファルド       | イングランド     | 1990年9月2日   | 97        |
| 5.  | イアン・ウーズナム     | ウェールズ       | 1991年4月7日   | 50        |
| 6.  | フレッド・カプルス     | アメリカ合衆国   | 1992年3月22日  | 16        |
| 7.  | ニック・プライス       | ジンバブエ       | 1994年8月14日  | 44        |
| 8.  | トム・レーマン         | アメリカ合衆国   | 1997年4月20日  | 1         |
| 9.  | タイガー・ウッズ       | アメリカ合衆国   | 1997年6月15日  | 683       |
| 10. | アーニー・エルス       | 南アフリカ共和国 | 1997年6月22日  | 9         |
| 11. | デビッド・デュバル     | アメリカ合衆国   | 1999年3月28日  | 15        |
| 12. | ビジェイ・シン         | フィジー         | 2004年9月5日   | 32        |
| 13. | リー・ウエストウッド   | イングランド     | 2010年10月31日 | 22        |
| 14. | マルティン・カイマー   | ドイツ           | 2011年2月27日  | 8         |
| 15. | ルーク・ドナルド       | イングランド     | 2011年5月29日  | 56        |
| 16. | ローリー・マキロイ     | 北アイルランド   | 2012年3月4日   | 122       |
| 17. | アダム・スコット       | オーストラリア   | 2014年05月18日 | 11        |
| 18. | ジョーダン・スピース   | アメリカ合衆国   | 2015年8月16日  | 26        |
| 19. | ジェイソン・デイ       | オーストラリア   | 2015年9月20日  | 51        |
| 20. | ダスティン・ジョンソン | アメリカ合衆国   | 2017年2月19日  | 135       |
| 21. | ジャスティン・トーマス | アメリカ合衆国   | 2018年5月13日  | 5         |
| 22. | ジャスティン・ローズ   | イングランド     | 2018年9月10日  | 13        |
| 23. | ブルックス・ケプカ     | アメリカ合衆国   | 2018年10月21日 | 47        |
| 24. | ジョン・ラーム         | スペイン         | 2020年7月19日  | 52        |
| 25. | スコッティ・シェフラー | アメリカ合衆国   | 2022年3月27日  | 151       |

   最長記録, 太字:現在の1位
2025年8月4日付（累計2,041週）

## 女子ゴルフ世界ランキング
2006年シーズンから、女子ゴルフにも世界ランキングが導入された。現在は時計会社のスポンサーつきの名称で「ロレックス女子ゴルフ世界ランキング」（Rolex Women's World Golf Rankings、略称：ロレックスランキング(Rolex Rankings)）と呼ばれている。2006年2月20日に第1回の女子ゴルフランキングが発表されたが、半年後の8月8日付でシステムに一部変更が加えられ、出場試合数の少ない選手でも「35」で割り算する平均点方式になった。女子も過去2年間に獲得したポイントが対象となる。2010年6月21日付けでのランキングで、宮里藍選手が日本人初の世界ランク1位となった。

### 歴代世界ランキング1位（女子）
|     | 選手                   | 国・地域         | 到達日         | 合計 週数 |
| --- | ---------------------- | ---------------- | -------------- | --------- |
| 1.  | アニカ・ソレンスタム   | スウェーデン     | 2006年2月21日  | 60        |
| 2.  | ロレーナ・オチョア     | メキシコ         | 2007年4月23日  | 158       |
| 3.  | 申智愛                 | 韓国             | 2010年5月3日   | 25        |
| 4.  | 宮里藍                 | 日本             | 2010年6月21日  | 11        |
| 5.  | クリスティ・カー       | アメリカ合衆国   | 2010年6月28日  | 5         |
| 6.  | ヤニ・ツェン           | 中華民国         | 2011年2月14日  | 109       |
| 7.  | ステイシー・ルイス     | アメリカ合衆国   | 2013年3月18日  | 25        |
| 8.  | 朴仁妃                 | 韓国             | 2013年4月15日  | 106       |
| 9.  | リディア・コ           | ニュージーランド | 2015年2月2日   | 125       |
| 10. | アリヤ・ジュタヌガーン | タイ             | 2017年6月12日  | 23        |
| 11. | ユ・ソヨン             | 韓国             | 2017年6月26日  | 19        |
| 12. | パク・ソンヒョン       | 韓国             | 2017年11月6日  | 20        |
| 13. | 馮珊珊                 | 中国             | 2017年11月13日 | 23        |
| 14. | コ・ジンヨン           | 韓国             | 2019年4月8日   | 163       |
| 15. | ネリー・コルダ         | アメリカ合衆国   | 2021年6月28日  | 108       |
| 16. | アタヤ・ティティクル   | タイ             | 2022年10月31日 | 3         |
| 17. | リリア・ヴ             | アメリカ合衆国   | 2023年8月14日  | 28        |
| 18. | 殷若寧                 | 中国             | 2023年9月11日  | 4         |

   最長記録, 太字:現在の1位
2025年8月4日付（累計1,015週）